# Uloola brevis
Uloola brevis là một loài tò vò trong họ Ichneumonidae.